# Teresa Kubiak
Teresa Kubiak (polonès: Teresa Wojtaszek-Kubiak)  (Ldzań, 26 de desembre de 1937) és una soprano polonesa. Després d'estudiar amb Olga Olgina a la seva ciutat natal, va debutar el 1965 en el rol titular de Halka de Stanislaw Moniuszko, a Łódź. El 1970 va cantar al Carnegie Hall de Nova York, en el paper de Sulamith a Die Königin von Saba de Károly Goldmark. Durant els següents anys va actuar a San Francisco, Chicago i Glyndebourne, interpretant els rols de Lisa (La dama de piques) i Juno (La Calisto, de Cavalli). El 1972 va debutar al Covent Garden de Londres com Madama Butterfly. El 1973 va debutar com Lisa al Metropolitan Opera de Nova York i a l'Òpera de Viena com Elsa a Lohengrin. El seu repertori inclou Aïda, Senta, Tatiana, Tosca, Giorgetta, Ellen Orford (Peter Grimes) i Jenůfa.
En retirar-se de l'escena va exercir la docència a la Jacobs School of Music de la Universitat d'Indiana, com a professora de música i veu, durant més de 25 anys fins al 2018.
Kubiak és coneguda per la seva gravació del paper de Tatiana a l'enregistrament de Georg Solti d'Eugene Onegin de Txaikovski, que es va utilitzar per a la pel·lícula de l'òpera de Petr Weigl de 1988.
L'any 2012 va obtenir la medalla Fides Et Ratio que atorga l'Associació Universitària de Varsòvia.